# Brownea grandiceps
La rosa de Venezuela (Brownea grandiceps) es una especie de árbol de la familia de las fabáceas. Es una planta originaria de América del Sur, pero ahora es cultivada como árbol ornamental en jardines tropicales.

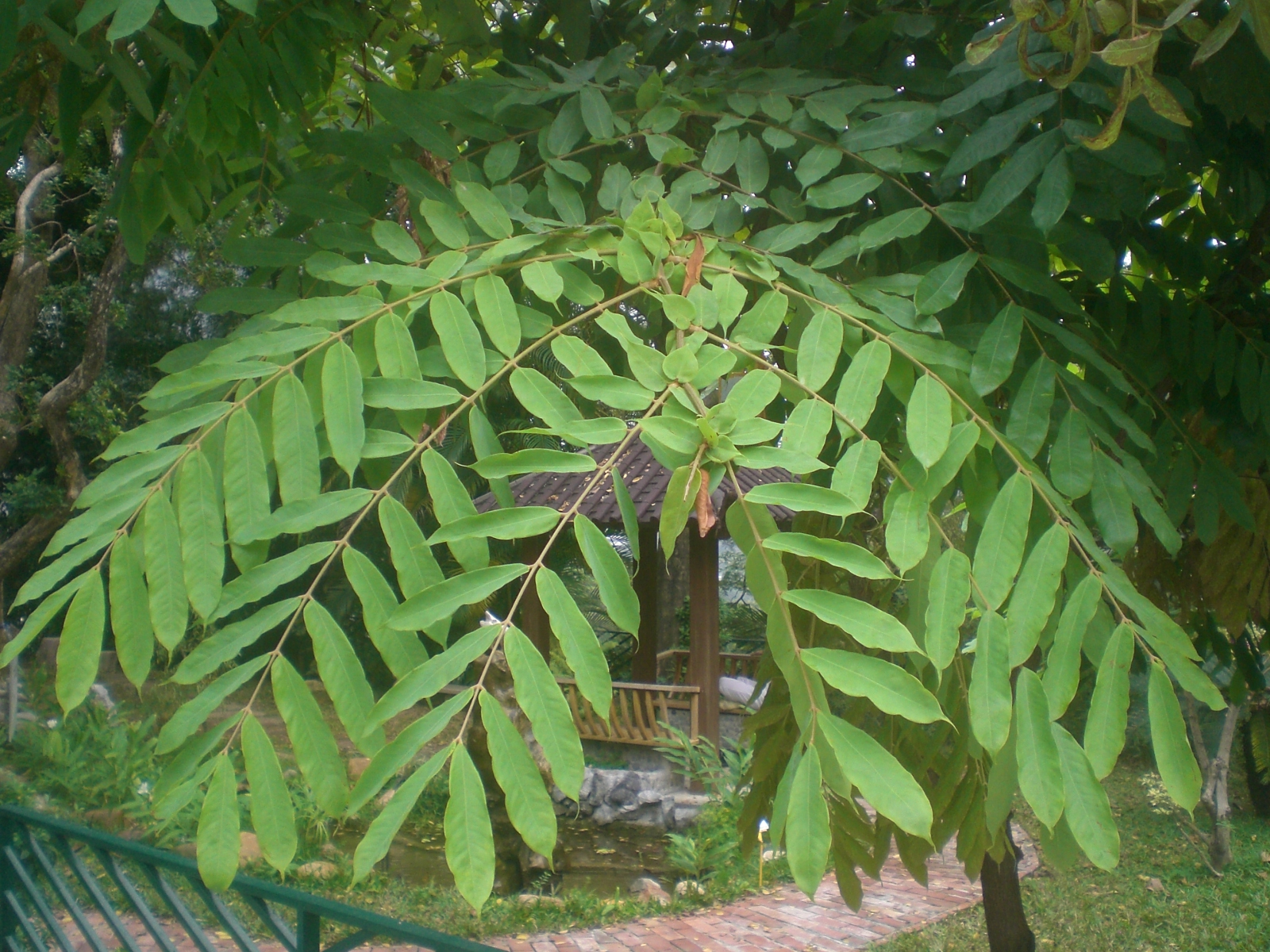
Hojas

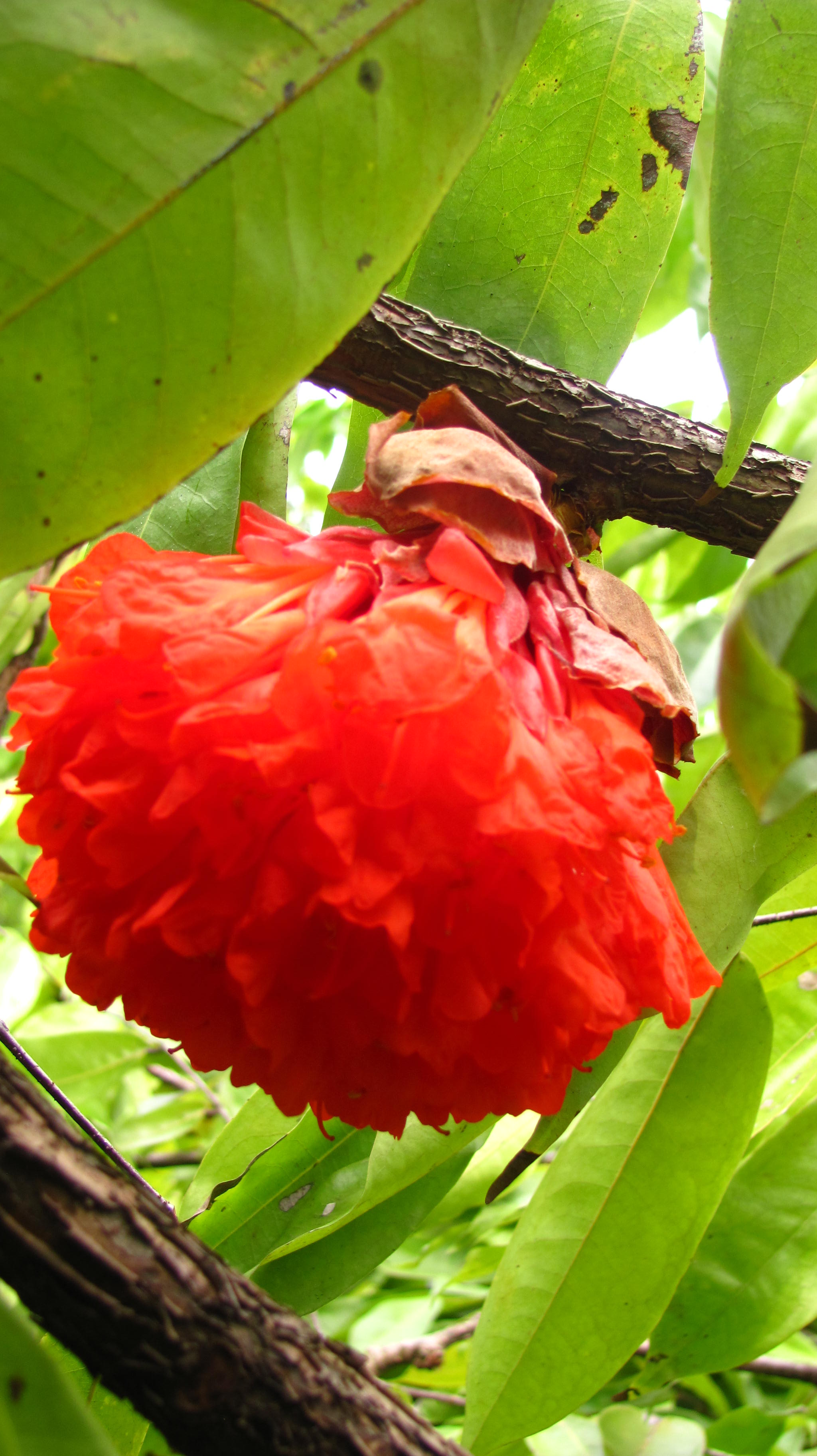
Flor

## Descripción
La rosa de Venezuela es un pequeño árbol. Crece lentamente y es de ramas gruesas. Puede alcanzar los 6 metros o 20 pies de altura. El --- tiene grisáceo-marrón, y su corteza esta ligeramente rasposa. Los tallos de sus hojas son vellosos. Sus hojas son opuestas, alargadas y  desde 12 hasta 18 pares de hojuelas oblongas o lanceoladas que terminan en un punto de cerda. Cuando la primera vez que se desarrollan las hojas caídas son de color verde pálido con rosa pequeña y los puntos de color crema, pero así como van madurando llegan a ser de color marrón-rosado y finalmente de un tono uniforme de color verde. Las inflorescencias globulares contienen numerosas carmesí, flores rojas, tubulares profundas de color rosa o púrpura, cada una con una proyección de estambres y estilo. Las flores pueden ser de hasta 20 centímetros de diámetro y suelen colgarse por debajo del follaje. Las semillas están contenidas en racimos de largas vainas color marrón y peludas. 

## Distribución
La rosa de Venezuela es endémica de Brasil, Ecuador, Honduras y Colombia donde la planta crece en la selva tropical. Tiene una mínima temperatura de 55 grados Fahrenheit o bien 13 grados centígrados y se nutrirá de 2 formas, en pleno sol y en sombra parcial. 

## Ecología
La rosa de Venezuela florece en las áreas de bosques que se inundan estacionalmente y se asocia a menudo con Virola duckei y thibaudiana Inga. Muchas plantas epífitas y lianas crecen entre las ramas.  Las flores de la rosa de Venezuela producen cantidades copiosas de néctar y son atractivas para los colibríes y las mariposas. En la noche, se ha observado que las hojas se levantan y se exponen al rocío, hundiéndose de nuevo en el mañana para proteger las flores del sol.

## Taxonomía
Brownea grandiceps fue descrita por Nikolaus Joseph von Jacquin y publicado en Collectanea 3: 287–289, pl. 22, f. a–i. 1789.
Etimología
Brownea: nombre genérico que honra el médico y botánico irlandés Patrick Browne.
grandiceps: epíteto
Sinonimia
- Brownea amplibracteata Pittier
- Brownea araguensis Pittier
- Brownea ariza Lindl. & Paxton
- Hermesias grandiceps (Jacq.) Kuntze[2]

## Nombres comunes
- palo de cruz, rosa de montaña, rosa del monte[3]
- rosa de Venezuela, frijol llama escarlata